# 観音院

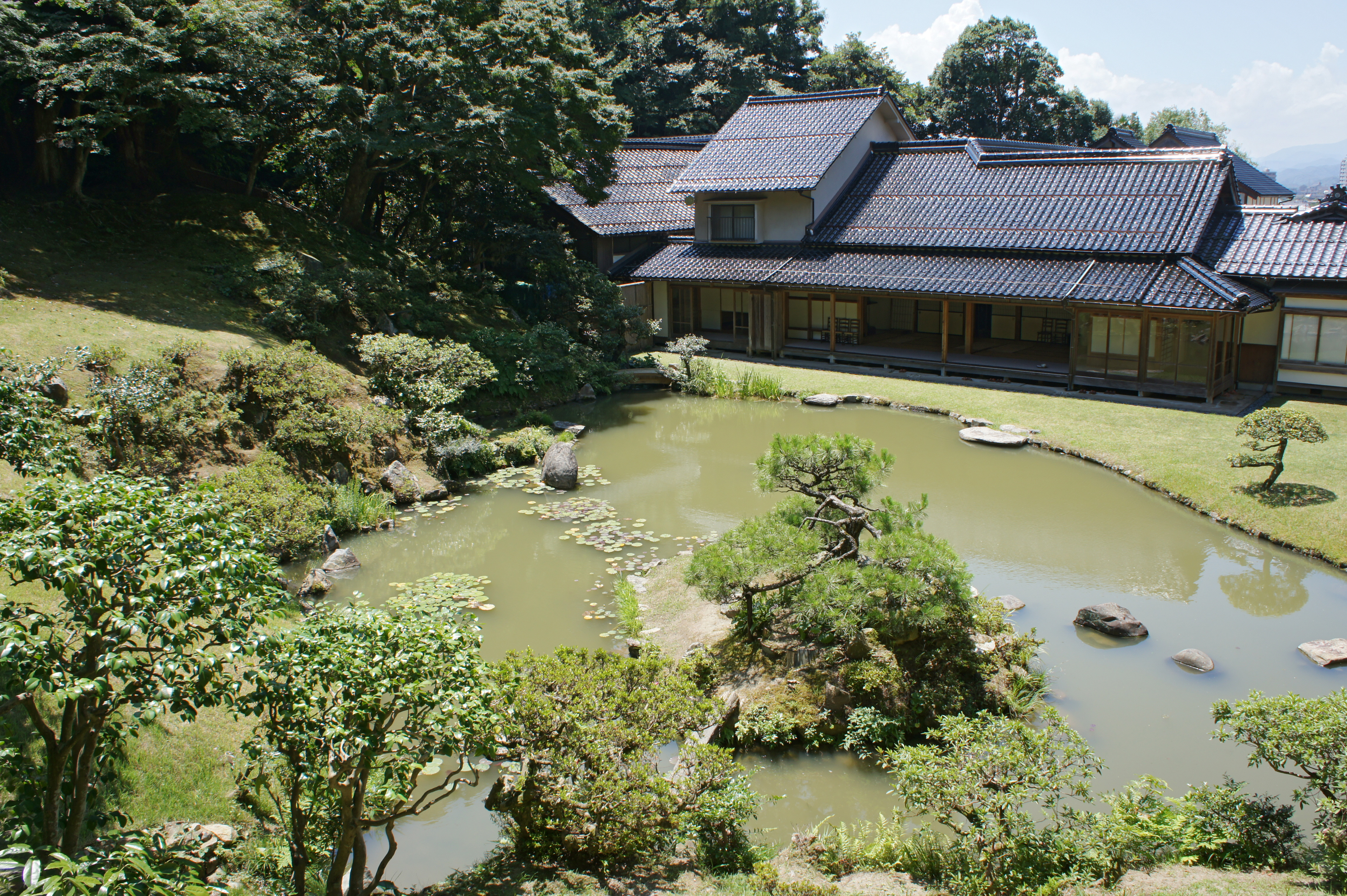
書院と庭園

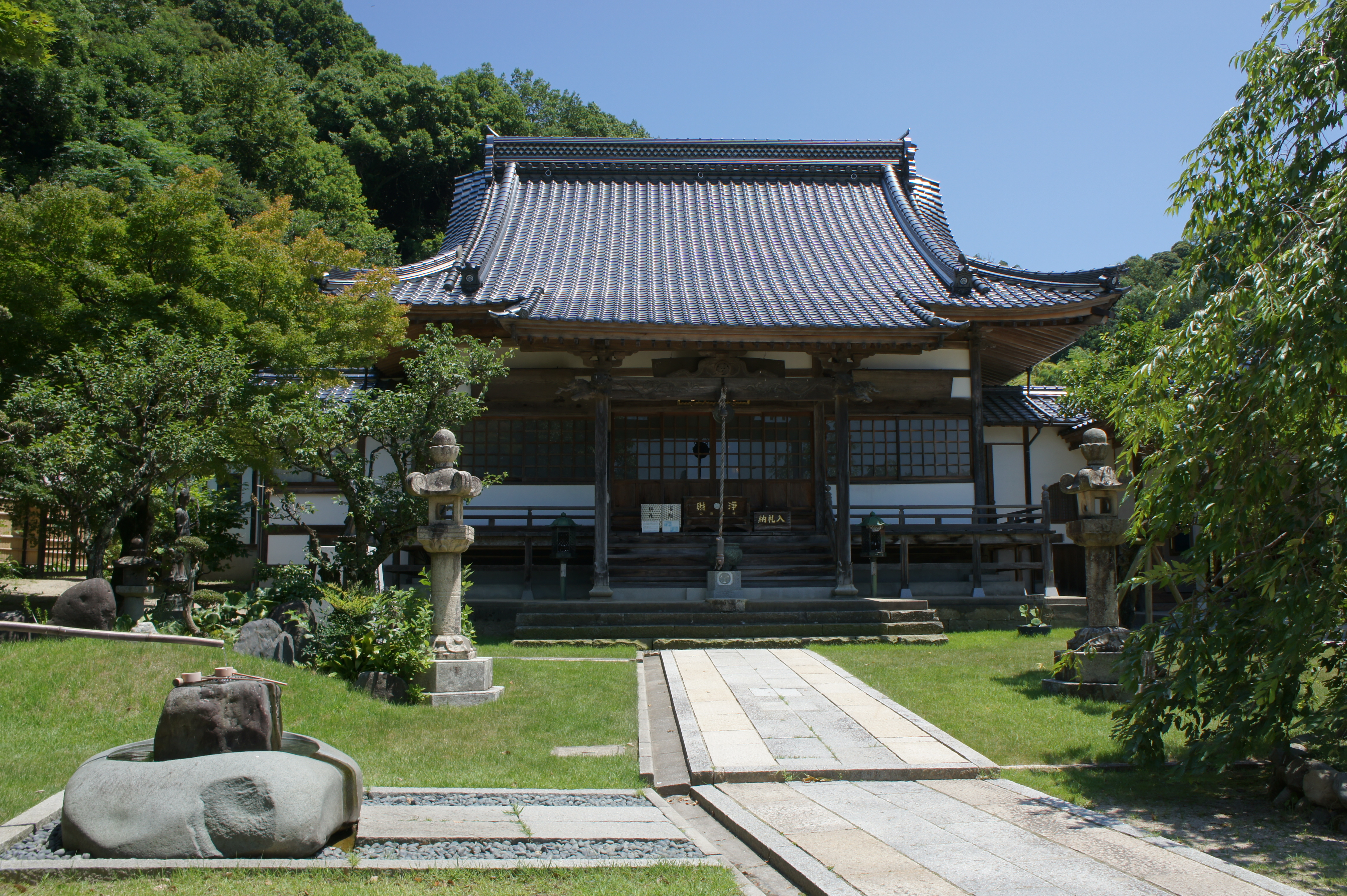
本堂

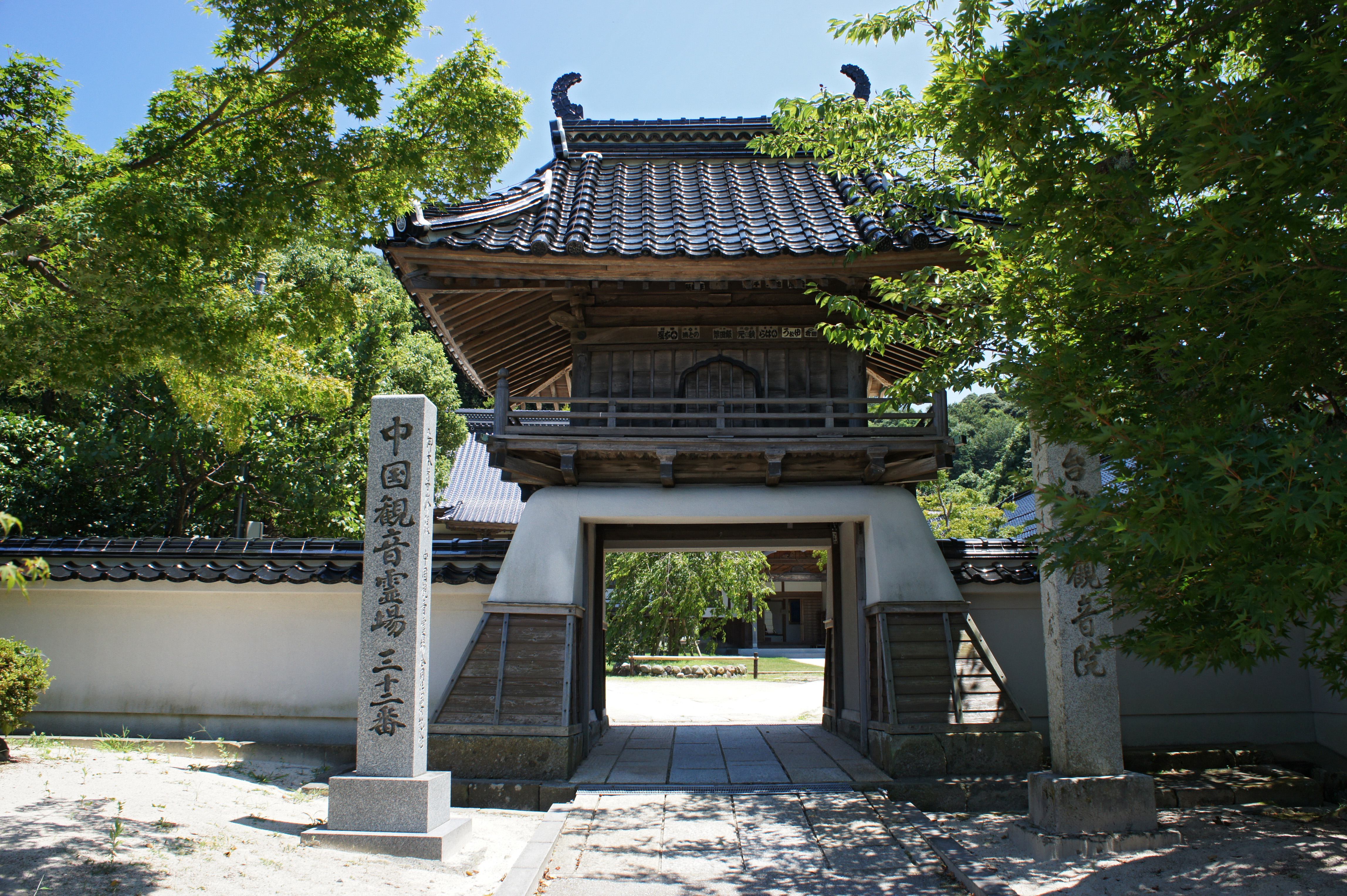
山門

観音院（かんのんいん）は鳥取県鳥取市にある天台宗の寺。詳しくは、補陀落山 慈眼寺 観音院（ふだらくさん じげんじ かんのんいん）と号する。本尊は聖観世音菩薩。境内にある日本庭園は江戸時代初期を代表する名園、観音院庭園として広く知られる。
1630年代前半、僧宣伝により雲京山観音院の号で栗谷に開創、1639年（寛永16年）頃に現在地に移り現在の号に改めたとされる。
以降、旧鳥取藩主池田家の祈願所八ケ寺（1709年指定）の一つとして栄えた。

## 観音院庭園
1650年（慶安3年）から10年を費やして作庭されたとされる傾斜地形を生かした京都風蓬莱様式の池泉鑑賞式日本庭園である。借景とする源太夫山山麓の一部も含めて国の名勝に指定されている。

## 札所
- 中国三十三観音 第32番
- 因幡観音霊場 第1番

## 隣の札所
中国三十三観音霊場
特別霊場 摩尼寺 -- 32 観音院 -- 33 大雲院

## 行事
- 彼岸法要 - 彼岸中日
- 盆施餓鬼法要 - 8月20日
- 秋葉山祈祷護摩 - 8月24日
- 天台大師講法要 - 11月24日

## 利用情報
- 開門時間 - 9時～17時
- 所在地 - 〒680-0015 鳥取県鳥取市上町162

## 交通アクセス
- JR山陰本線鳥取駅下車 タクシー8分。

## 周辺
- 樗谿神社
- 樗谿公園
- 鳥取市歴史博物館やまびこ館
- 興禅寺
- 廣徳寺